# Discografia de Marília Mendonça
A discografia de Marília Mendonça, cantora e compositora brasileira, consiste em um álbum de estúdio, quatro álbuns ao vivo, cinco extended plays e catorze singles lançados desde o início de sua carreira.
Iniciou sua carreira como cantora em janeiro de 2014, lançando seu primeiro EP homônimo. Em junho de 2015 foi lançado a canção Impasse, primeiro single da cantora (com a participação da dupla Henrique & Juliano). Em março de 2016, lançou seu primeiro álbum intitulado Marília Mendonça: Ao Vivo que contou como singles as músicas "Sentimento Louco" e "Infiel" e a participação da dupla Henrique & Juliano. Em outubro, foi lançado um EP acústico ao vivo nomeado Agora É Que São Elas, com faixas de sucesso anteriores e tendo como single unicamente a canção "Eu Sei de Cor".
Em janeiro de 2017, lançou outro EP homônimo com quatro faixas inéditas. Em março, foi lançado seu segundo álbum intitulado Realidade, que teve como singles "Amante Não Tem Lar" e "De Quem É a Culpa?" e contou novamente com a participação da dupla Henrique & Juliano. Em novembro, lançou o single "Transplante" em parceria com dupla Bruno & Marrone. Em fevereiro de 2019, foi lançado o primeiro volume do DVD da cantora intitulado Todos Os Cantos, que tem como singles as músicas "Ciumeira", "Bem Pior Que Eu" e "Todo Mundo Vai Sofrer".

## Álbuns

### Álbuns ao vivo
| Álbum                     | Detalhes                                                                                           | Melhores posições | Certificações      | Vendas        |
| Álbum                     | Detalhes                                                                                           | BRA               | Certificações      | Vendas        |
| ------------------------- | -------------------------------------------------------------------------------------------------- | ----------------- | ------------------ | ------------- |
| Marília Mendonça: Ao Vivo | - Lançamento: 4 de março de 2016 - Formatos: CD, DVD, download digital - Gravadora: Som Livre      | 1                 | - PMB: 2× Diamante | - : 1.300.000 |
| Realidade                 | - Lançamento: 6 de março de 2017 - Formatos: CD, DVD, download digital - Gravadora: Som Livre      | 1                 | - PMB: Diamante    | - : 1.100.000 |
| Todos os Cantos, Vol. 1   | - Lançamento: 22 de fevereiro de 2019 - Formatos: CD, DVD, download digital - Gravadora: Som Livre | 1                 | - PMB: 3× Diamante | - : 1.000.000 |

### Álbuns póstumos
| Álbum          | Detalhes                                                                                 | Melhores posições | Certificações | Vendas |
| Álbum          | Detalhes                                                                                 | BRA               | Certificações | Vendas |
| -------------- | ---------------------------------------------------------------------------------------- | ----------------- | ------------- | ------ |
| Decretos Reais | - Lançamento: 25 de maio de 2023 - Formatos: CD, download digital - Gravadora: Som Livre | —                 |               |        |

### Álbuns colaborativos
| Álbum                                         | Detalhes                                                                                | Melhores posições | Certificações     | Vendas |
| Álbum                                         | Detalhes                                                                                | BRA               | Certificações     | Vendas |
| --------------------------------------------- | --------------------------------------------------------------------------------------- | ----------------- | ----------------- | ------ |
| Agora É Que São Elas 2 (com Maiara & Maraisa) | - Lançamento: 13 de abril de 2018 - Formatos: download digital - Gravadora: Som Livre   | 1                 |                   |        |
| Patroas (com Maiara & Maraisa)                | - Lançamento: 4 de setembro de 2020 - Formatos: download digital - Gravadora: Som Livre | –                 | - PMB: 2× Platina |        |
| Patroas 35% (com Maiara & Maraisa)            | - Lançamento: 14 de outubro de 2021 - Formatos: download digital - Gravadora: Som Livre | –                 |                   |        |

### Extended plays(EPs)
| Álbum                                      | Detalhes                                                                                | Certificações     |
| ------------------------------------------ | --------------------------------------------------------------------------------------- | ----------------- |
| Marília Mendonça                           | - Lançamento: 9 de janeiro de 2014 - Formatos: download digital - Gravadora: Work Show  |                   |
| Agora é Que São Elas (com vários artistas) | - Lançamento: 2 de setembro de 2016 - Formatos: download digital - Gravadora: Som Livre |                   |
| Marília Mendonça (Ao Vivo)                 | - Lançamento: 13 de janeiro de 2017 - Formatos: download digital - Gravadora: Som Livre |                   |
| Todos os Cantos, Vol. 2                    | - Lançamento: 17 de maio de 2019 - Formatos: download digital - Gravadora: Som Livre    | - PMB: Diamante   |
| Todos os Cantos, Vol. 3                    | - Lançamento: 16 de agosto de 2019 - Formatos: download digital - Gravadora: Som Livre  | - PMB: 3× Platina |
| Nosso Amor Envelheceu                      | - Lançamento: 2 de julho de 2021 - Formatos: download digital - Gravadora: Som Livre    |                   |
| Decretos Reais, Vol. 1                     | - Lançamento: 21 de julho de 2022 - Formatos: download digital - Gravadora: Som Livre   |                   |
| Decretos Reais, Vol. 2                     | - Lançamento: 9 de dezembro de 2022 - Formatos: download digital - Gravadora: Som Livre |                   |
| Decretos Reais, Vol. 3                     | - Lançamento: 16 de março de 2023 - Formatos: download digital - Gravadora: Som Livre   |                   |

### Coletâneas
| Álbum                              | Detalhes                                                                                  | Melhores posições |
| Álbum                              | Detalhes                                                                                  | BRA               |
| ---------------------------------- | ----------------------------------------------------------------------------------------- | ----------------- |
| Perfil (Ao Vivo)                   | - Lançamento: 23 de fevereiro de 2018 - Formatos: download digital - Gravadora: Som Livre | 1                 |
| Marília Mendonça: As Melhores 2023 | - Lançamento: 24 de maio de 2023 - Formatos: download digital - Gravadora: Som Livre      |                   |

## Singles

### Como artista principal
| Ano  | Canção                                                  | Melhor posição | Certificações      | Álbum                                 |
| Ano  | Canção                                                  | BRA            | Certificações      | Álbum                                 |
| ---- | ------------------------------------------------------- | -------------- | ------------------ | ------------------------------------- |
| 2015 | "Impasse" (com Henrique & Juliano)                      | —              | - PMB: 2× Diamante | Marília Mendonça: Ao Vivo             |
| 2015 | "Sentimento Louco"                                      | 21             | - PMB: 2× Diamante | Marília Mendonça: Ao Vivo             |
| 2016 | "Infiel"                                                | 2              | - PMB: 3× Diamante | Marília Mendonça: Ao Vivo             |
| 2016 | "Eu Sei de Cor"                                         | 1              | - PMB: 3× Diamante | Agora é Que São Elas - Acústico       |
| 2017 | "Amante Não Tem Lar"                                    | 1              | - PMB: 2× Diamante | Realidade                             |
| 2017 | "De Quem É a Culpa?"                                    | 1              |                    | Realidade                             |
| 2017 | "Transplante" (com Bruno & Marrone)                     | 2              | - PMB: Diamante    | Não adicionada à nenhum álbum         |
| 2018 | "Ausência"                                              | 1              |                    | Agora É Que São Elas 2                |
| 2018 | "Ciumeira"                                              | 32             | - PMB: 3× Diamante | Todos os Cantos, Vol. 1               |
| 2019 | "Bem Pior Que Eu"                                       | 2              | - PMB: 3× Diamante | Todos os Cantos, Vol. 1               |
| 2019 | "Todo Mundo Vai Sofrer"                                 | 2              | - PMB: 3× Diamante | Todos os Cantos, Vol. 2               |
| 2019 | "Supera"                                                | 34             | - PMB: 3× Diamante | Todos os Cantos, Vol. 3               |
| 2020 | "Graveto"                                               | 1              | - PMB: 3× Diamante | Não adicionada à nenhum álbum         |
| 2020 | "Quero Você do Jeito Que Quiser" (com Maiara & Maraisa) | 20             | - PMB: 2× Diamante | Patroas                               |
| 2020 | "Deprê"                                                 | –              |                    | Nosso Amor Envelheceu                 |
| 2021 | "Troca de Calçada"                                      | 6              | - PMB: 3× Diamante | Nosso Amor Envelheceu                 |
| 2021 | "Rosa Embriagada"                                       | –              |                    | Nosso Amor Envelheceu                 |
| 2021 | "Todo Mundo Menos Você" (com Maiara & Maraisa)          | 2              |                    | Patroas 35%                           |
| 2021 | "Esqueça-Me Se For Capaz" (com Maiara & Maraisa)        | 5              |                    | Patroas 35%                           |
| 2023 | "Você Não é Mais Assim" (com Zezé Di Camargo)           |                |                    | Não adicionada à nenhum álbum         |
| 2023 | "Flor e o Beija-flor"                                   |                |                    | Decretos Reais: Manuscritos da Rainha |

### Como artista convidada
| Ano  | Título                                                                | Melhor posição                                          | Certificações      | Álbum                                      |                            |                                           |
| Ano  | Título                                                                | BRA                                                     | Certificações      | Álbum                                      |                            |                                           |
| ---- | --------------------------------------------------------------------- | ------------------------------------------------------- | ------------------ | ------------------------------------------ | -------------------------- | ----------------------------------------- |
| 2016 | "Amante Fiel" (Felipe Araújo part. Marília Mendonça)                  | 60                                                      |                    | Com Você                                   |                            |                                           |
| 2016 | "Flor e o Beija-Flor" (Henrique & Juliano part. Marília Mendonça)     | 15                                                      |                    | Novas Histórias                            |                            |                                           |
| 2016 | "O Que Houve?" (Mano Walter part. Marília Mendonça)                   | 19                                                      | - PMB: 2× Platina  | Ao Vivo em Maceió                          |                            |                                           |
| 2016 | "Vou Levando a Minha" (Gustavo Moura & Rafael part. Marília Mendonça) | 75                                                      |                    | Eu Quero Ser Seu Anjo                      |                            |                                           |
| 2016 | "Incendeia" (Léo Santana part. Marília Mendonça)                      | —                                                       |                    | Baile da Santinha                          |                            |                                           |
| 2016 | "Motel" (Maiara & Maraisa part. Marília Mendonça)                     | 16                                                      |                    | Ao Vivo em Goiânia                         |                            |                                           |
| 2017 | "Ninguém é de Ferro" (Wesley Safadão part. Marília Mendonça)          | 5                                                       |                    | WS In Miami Beach                          |                            |                                           |
| 2018 | "Estrelinha" (Di Paullo & Paulino part. Marília Mendonça)             | 91                                                      |                    | Nós e Elas                                 |                            |                                           |
| 2018 | "Perdeu a Razão" (Joelma part. Marília Mendonça)                      | —                                                       |                    | Ao Vivo em Ipojuca                         |                            |                                           |
| 2018 | "Cancela o Sentimento" (Marcos & Belutti part. Marília Mendonça)      | 3                                                       |                    | M&B - 10 Anos                              |                            |                                           |
| 2018 | "Por Trás da Maquiagem" (Michel Teló part. Marília Mendonça)          | 6                                                       |                    | Bem Sertanejo - O Show                     |                            |                                           |
| 2018 | "Moleque" (Pacheco part. Marília Mendonça)                            | 11                                                      |                    | Não adicionada à nenhum álbum              |                            |                                           |
| 2018 | "Foi Só Um Caso" (Chitãozinho & Xororó part. Marília Mendonça)        | 34                                                      |                    | Elas em Evidências                         |                            |                                           |
| 2019 | "Do Copo Eu Vim" (Diego & Victor Hugo part. Marília Mendonça)         | 2                                                       |                    | Ao Vivo em Brasília                        |                            |                                           |
| 2019 | "Dois Enganados" (Murilo Huff part. Marília Mendonça)                 | 14                                                      |                    | Pra Ouvir Tomando Uma                      |                            |                                           |
| 2019 | "Vou Ter Que Superar" (Matheus & Kauan part. Marília Mendonça)        | 9                                                       |                    | Tem Moda Pra Tudo                          |                            |                                           |
| 2019 | "Para, Pensa e Volta" (Yasmin Santos part. Marília Mendonça)          | 3                                                       |                    | Ao Vivo em São Paulo                       |                            |                                           |
| 2019 | "Direção" (DJ Kévin part. Marília Mendonça)                           | —                                                       |                    | Não adicionada à nenhum álbum              |                            |                                           |
| 2019 | "Conspiração" (Tribo da Periferia part. Marília Mendonça)             | —                                                       |                    | Não adicionada à nenhum álbum              |                            |                                           |
| 2019 | "O Que É o Que É" (Simone & Simaria part. Marília Mendonça)           | —                                                       |                    | Não adicionada à nenhum álbum              |                            |                                           |
| 2019 | "Some Que Ele Vem Atrás" (Anitta part. Marília Mendonça)              | 15                                                      |                    | Não adicionada à nenhum álbum              |                            |                                           |
| 2021 | "Melhor Sozinha" (Luísa Sonza part. Marília Mendonça)                 | —                                                       |                    | Não adicionada à nenhum álbum              |                            |                                           |
| 2021 | "Amigos con Derechos" (Dulce María part. Marília Mendonça)            | —                                                       |                    | Não adicionada à nenhum álbum              |                            |                                           |
| 2022 | "50 por Cento" (Naiara Azevedo part. Marília Mendonça)                | —                                                       | - PMB: 2× Platina  | Não adicionada à nenhum álbum              |                            |                                           |
| 2022 | "Amava Nada" (Lucas Lucco part. Marília Mendonça)                     | —                                                       | - PMB: 3× Platina  | Rolê Diferenciado, Temp. #3 (Ao Vivo) - EP |                            |                                           |
| 2022 | "Mal Feito" (Hugo & Guilherme part. Marília Mendonça)                 | —                                                       | - PMB: 4× Diamante | Próximo Passo                              |                            |                                           |
| 2022 | "Insônia" (Ludmilla part. Marília Mendonça)                           | —                                                       |                    | Numanice 2 (Ao Vivo)                       |                            |                                           |
| 2023 | "Amante, Atual e Ex" (Pedro Carpelli part. Marília Mendonça)          | —                                                       |                    | Numanice 2 (Ao Vivo)                       | rowspan="2" align="center" | Não adicionada à nenhum álbum             |
| 2023 | 2024                                                                  | "Experiência" (Henrique Casttro part. Marília Mendonça) | —                  |                                            | rowspan="2" align="center" | Blessed Vol. 2 (Ao Vivo) / Blessed Deluxe |

### Singles promocionais
| Ano  | Título                                                                | Melhor posição | Certificações      | Álbum                            |
| Ano  | Título                                                                | BRA            | Certificações      | Álbum                            |
| ---- | --------------------------------------------------------------------- | -------------- | ------------------ | -------------------------------- |
| 2015 | "Alô Porteiro"                                                        | —              | - PMB: 3× Diamante | Marília Mendonça: Ao Vivo        |
| 2015 | "Como Faz Com Ela"                                                    | —              | - PMB: 2× Diamante | Marília Mendonça: Ao Vivo        |
| 2016 | "Folgado"                                                             | —              | - PMB: Diamante    | Agora é Que São Elas - Ao vivo   |
| 2017 | "Traição Não Tem Perdão"                                              | —              |                    | Realidade - Ao Vivo em Manaus    |
| 2018 | "A Culpa é Dele" (part. Maiara & Maraisa)                             | —              | - PMB: 2× Diamante | Agora é Que São Elas 2 - Ao Vivo |
| 2019 | "Sem Sal"                                                             | 64             | - PMB: 3× Diamante | Todos os Cantos                  |
| 2019 | "Bebi Liguei"                                                         | 78             | - PMB: 3× Diamante | Todos os Cantos                  |
| 2019 | "Passa Mal"                                                           | —              | - PMB: 2× Diamante | Todos os Cantos                  |
| 2019 | "Apaixonadinha" (part. Léo Santana)                                   | 41             | - PMB: 3× Diamante | Todos os Cantos                  |
| 2020 | "Tentativas"                                                          | 72             | - PMB: Platina     | Todos os Cantos                  |
| 2020 | "Vira Homem"                                                          | 19             | - PMB: Diamante    | Todos os Cantos                  |
| 2021 | "A Mais Disputada" (com Péricles, Papatinho part. MD Chefe, DomLaike) | —              |                    | Não adicionada à nenhum álbum    |
| 2022 | "Te Amo Demais"                                                       | —              |                    | Decretos Reais                   |
| 2022 | "Leão"                                                                | —              | - PMB: 6× Diamante | Decretos Reais                   |

## Composições para outros artistas
| Ano  | Título                      | Artista principal     | Melhor posição | Álbum                            |
| Ano  | Título                      | Artista principal     | BRA            | Álbum                            |
| ---- | --------------------------- | --------------------- | -------------- | -------------------------------- |
| 2011 | "Minha Herança"             | João Neto & Frederico | —              | Ao Vivo em Palmas                |
| 2013 | "Crime Perfeito"            | João Neto & Frederico | —              | Indecifrável                     |
| 2013 | "Bonde dos Solteiros"       | Fred & Gustavo        | —              | Pra Ser Tudo Perfeito            |
| 2014 | "No Dia do Seu Casamento"   | Maiara & Maraísa      | —              | No Dia do Seu Casamento          |
| 2014 | "Calma"                     | Jorge & Mateus        | 21             | Os Anjos Cantam                  |
| 2014 | "É com Ela que Eu Estou"    | Cristiano Araújo      | 3              | In the Cities                    |
| 2014 | "Até Você Voltar"           | Henrique & Juliano    | 5              | Ao Vivo em Brasília              |
| 2014 | "Quem Ama Sempre Entende"   | Henrique & Juliano    | —              | Ao Vivo em Brasília              |
| 2014 | "Cuida Bem Dela"            | Henrique & Juliano    | 1              | Ao Vivo em Brasília              |
| 2014 | "Ele Não Vai Mudar"         | João Neto & Frederico | —              | Ao Vivo em Vitória               |
| 2015 | "Flor E O Beija-Flor"       | Henrique & Juliano    | 15             | Novas Histórias                  |
| 2015 | "Agora É Pra Valer"         | João Lucas & Marcelo  | —              | Agora É Pra Valer                |
| 2015 | "Esqueci Você"              | Henrique & Diego      | —              | Tempo Certo                      |
| 2015 | "Maneira Errada"            | Jorge & Mateus        | —              | Os Anjos Cantam                  |
| 2015 | "Ser Humano ou Anjo"        | Matheus & Kauan       | 57             | Face a Face                      |
| 2015 | "Abaixa o Som"              | Zé Neto & Cristiano   | —              | Ao Vivo em São José do Rio Preto |
| 2015 | "Aqui Ó Pro Meu Ex"         | Márcia Fellipe        | —              | Day Off (Ao Vivo em Aracaju)     |
| 2015 | "Muito Gelo e Pouco Whisky" | Wesley Safadão        | —              | Ao Vivo em Brasília              |
| 2016 | "Incerteza"                 | Matheus & Kauan       | —              | Na Praia                         |
| 2016 | "Não Teve Amor"             | Joelma                | —              | Joelma                           |
| 2016 | "Bateria Acabou"            | Zé Neto & Cristiano   | —              | Um Novo Sonho                    |
| 2018 | "Cuidando de Longe"         | Gal Costa             | —              | A Pele do Futuro                 |